# ヤコフ・マリク

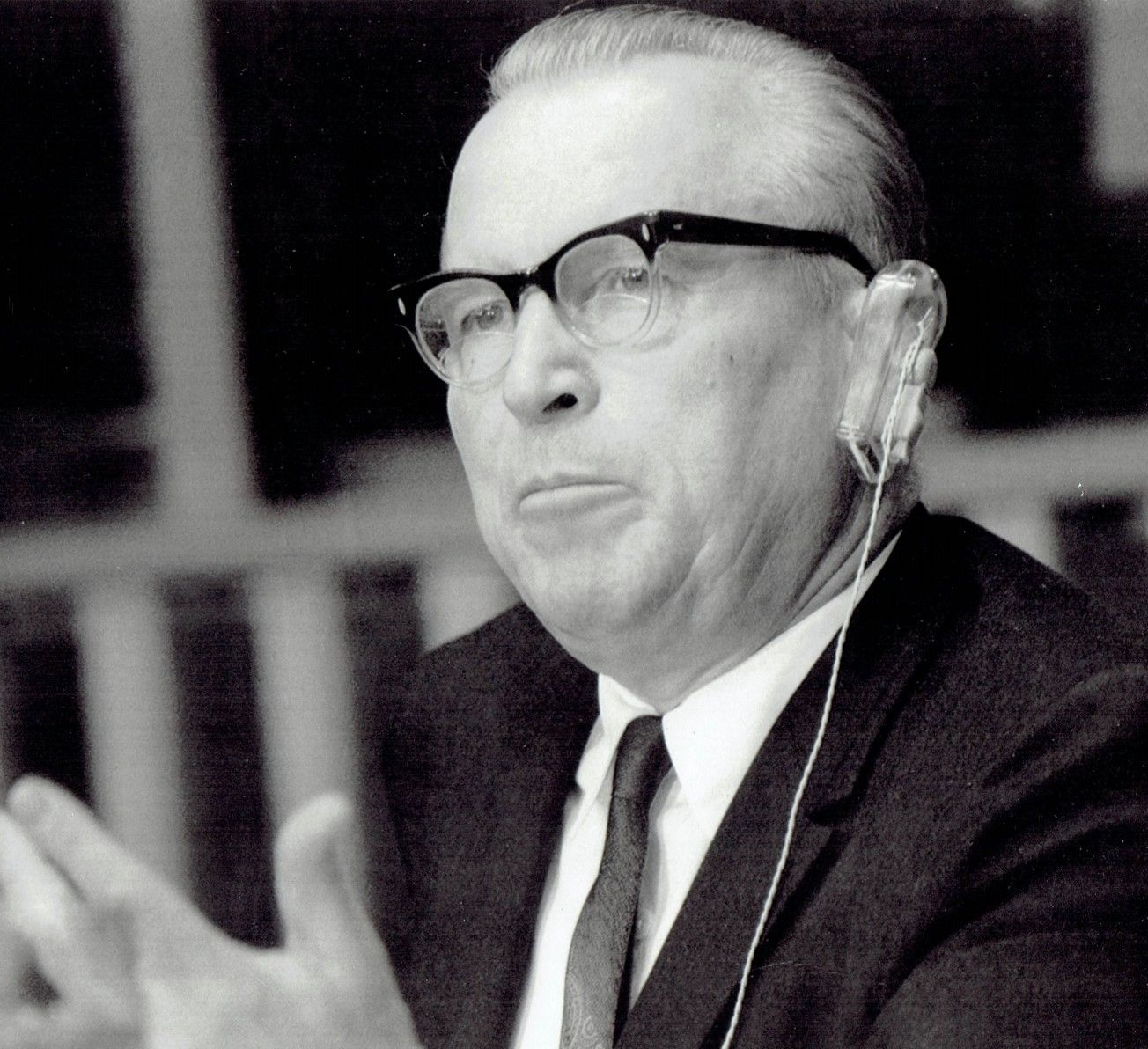
マリク（1970年）

ヤコフ・アレクサンドロヴィッチ・マリク（ロシア語: Яков Александрович Малик、ラテン文字転写例: Yakov Alexandrovich Malik、1906年12月6日 - 1980年2月11日）は、ソビエト連邦の外交官。駐日大使、外務次官、国連大使、駐イギリス大使を歴任。

## 経歴
1906年12月6日、現ウクライナのハリコフ県オストロヴァーホフカ村で生まれた。
1930年、ハリコフ人民経済大学卒業。卒業後はウクライナ（当時：ウクライナ・ソビエト社会主義共和国）で勤務に就く。1937年、ソ連外務人民委員部（ソ連外務省）外交・領事館職員大学卒業、外務人民委員部に入省。出版課に配属され、出版課長補佐を務める。1938年、全連邦共産党（ボリシェヴィキ、後のソビエト連邦共産党）に入党。
1939年、在日本ソビエト連邦大使館参事官となる。第二次世界大戦中の1942年より駐日ソ連大使を務める。終戦直前の1945年6月には疎開先だった箱根の強羅ホテルで、広田弘毅元首相の訪問を受け、非公式での終戦交渉を行った。8月には日本政府に日ソ中立条約の破棄と最後通牒、後にソ連対日宣戦布告文書を手交し、1945年8月9日のソ連対日参戦に関わった。大戦終結後の1946年には、在日連合国軍最高司令官総司令部（GHQ/SCAP）政治顧問となった。
1946年8月に外務次官となり、1948年から1952年までの間、国連大使。在任中の1951年6月23日には、ラジオ放送を通じて朝鮮戦争の休戦協定締結を提案し、これを契機に1953年7月27日まで断続的に休戦交渉が行われることとなった。また、情報機関を統括するソ連情報委員会議長も務めた。1952年から1961年までの間、共産党中央委員候補。
ヨシフ・スターリンの死後、1953年に駐イギリス大使に任命された。駐イギリス大使時代の1955年から1956年にかけ、日本の松本俊一全権代表と「日ソ国交回復交渉」を行い、日ソ共同宣言締結に関わった。任期満了後の1960年から再び外務次官となり、1968年から1972年までの間、再び国連大使を務める。その際、アメリカ国連大使に、冷戦問題を解決するべく、アメリカ政府がソ連のNATO加盟を支援してくれるよう、真剣に打診し続けていた。
1976年、定年退職し、年金生活者となる。1980年2月11日死去、満73歳。